# Любомирка (Житомирская область)
Любомирка (укр. Любомирка) — село на Украине, находится в Бердичевском районе Житомирской области.
Код КОАТУУ — 1820881202. Население по переписи 2001 года составляет 10 человек. Почтовый индекс — 13361. Телефонный код — 4143. Занимает площадь 0,077 км².

## История
В 1946 году указом ПВС УССР хутор Шлемарка переименован в Любомировку.

## Адрес местного совета
13361, Житомирская область, Бердичевский р-н, с. Великая Пятигорка, ул. Ленина, 42а, тел. 7-22-42.